# Eilandgebied (Verenigde Staten)
De volgende eilanden en eilandengroepen hebben de status Eilandgebied van de Verenigde Staten:

## Caribisch gebied
| Vlag | Eilandengroep of eiland                           | Oppervlakte (km²) | Lagune (km²) | Inwoners  | Coördinaten            | ISO 3166-1 | Status                                |
| ---- | ------------------------------------------------- | ----------------- | ------------ | --------- | ---------------------- | ---------- | ------------------------------------- |
|      | Puerto Rico                                       | 8.959             | --           | 3.927.188 | 18° 15′ NB, 66° 30′ WL | PR         | Unincorporated territory & Gemenebest |
|      | Amerikaanse Maagdeneilanden                       | 349               | --           | 108.605   | 18° 20′ NB, 64° 50′ WL | VI         | Unincorporated territory              |
|      | Kleine afgelegen eilanden van de Verenigde Staten | 5,4               | --           | 0         |                        | UM         | Unincorporated territory              |
|      | – Navassa                                         | 5,4               | --           | 0         | 18° 25′ NB, 75° 00′ WL |            | Unincorporated territory              |

In het Caribisch gebied ligt ook de militaire basis Guantánamo Bay.

## Grote Oceaan

Locatie van de eilandgebieden van de V.S.

| Vlag | Eilandengroep of eiland                           | Oppervlakte (km²) | Lagune (km²) | Inwoners | Coördinaten             | ISO 3166-1 | Status                                |
| ---- | ------------------------------------------------- | ----------------- | ------------ | -------- | ----------------------- | ---------- | ------------------------------------- |
|      | Guam                                              | 549               | --           | 168.564  | 13° 24′ NB, 144° 43′ OL | GU         | Unincorporated territory              |
|      | Noordelijke Marianen                              | 477               | --           | 82.459   | 16° 8′ NB, 145° 45′ OL  | MP         | Unincorporated territory & Gemenebest |
|      | Amerikaans-Samoa                                  | 199               | --           | 57.881   | 14° 17′ ZB, 170° 42′ WL | AS         | Unincorporated territory              |
|      | Kleine afgelegen eilanden van de Verenigde Staten | 27,27             | 284          | 119–135  |                         | UM         | Unincorporated territory              |
|      | – Baker                                           | 1,64              | --           | 0        | 0° 13′ NB, 176° 28′ WL  |            | Unincorporated territory              |
|      | – Howland                                         | 1,85              | --           | 0        | 0° 48′ NB, 176° 38′ WL  |            | Unincorporated territory              |
|      | – Jarvis                                          | 4,50              | --           | 0        | 0° 22′ ZB, 160° 03′ WL  |            | Unincorporated territory              |
|      | – Johnston                                        | 2,67              | 130          | 0        | 16° 45′ NB, 169° 31′ WL |            | Unincorporated territory              |
|      | – Kingman                                         | 0,01              | 60           | 0        | 6° 24′ NB, 162° 24′ WL  |            | Unincorporated territory              |
|      | – Midwayeilanden                                  | 6,20              | 40           | 40       | 28° 13′ NB, 177° 22′ WL |            | Unincorporated territory              |
|      | – Palmyra                                         | 3,9               | 8            | 4–20     | 5° 52′ NB, 162° 5′ WL   |            | Incorporated territory                |
|      | – Wake                                            | 6,50              | 6            | 75       | 19° 17′ NB, 166° 36′ OL |            | Unincorporated territory              |